# AN/TPS-44
Das AN/TPS-44 (JETDS-Bezeichnung) ist ein militärisches Aufklärungs- und Führungsradar des Herstellers Sperry zur Auffassung und Identifizierung von Luftzielen im L-Band. Es besteht aus einem Gerätecontainer und einer zusammenklappbaren Antenne und ist mit LKW, Bahn, als hängende Außenlast am Hubschrauber oder in einem Flugzeug transportierbar.
Das Radar verwendet noch die älteren PPI-Rundsichtgeräte sowie lineare Sichtgeräte (A scope), besitzt ein Störschutzsystem und kann eine weitreichende Radaraufklärung sicherstellen. Im Bestand befindet sich auch ein Sekundärradar zur Freund-Feind-Identifizierung.
Das Radargerät ist Teil eines Vorpostens (Forward Air Control Post, FACP), welche in einem taktischen System zur Luftraumüberwachung bei taktischen Operationen in lokalen Kriegsschauplätzen weltweit eingesetzt wurden. So zum Beispiel wurde dieses Radar in Südostasien zur taktischen Unterstützung von Luftoperationen verwendet. In solchen Einsätzen arbeitete das AN/TPS-44 im Verbund mit einem Gefechtsstand und einer Fernmeldeeinheit mit Troposphärenrichtfunkgeräten. Das Radar AN/TPS-44A ist noch im Dienst in der US Air Force und in einigen anderen Ländern, einschließlich Argentinien.
| Technische Daten AN/FPS-44 | Technische Daten AN/FPS-44 |
| -------------------------- | -------------------------- |
| Frequenzbereich            | 1,25 – 1,35 GHz            |
| Pulswiederholzeit          |                            |
| Pulswiederholfrequenz      | 267 – 800 Hz               |
| Sendezeit (PW)             | 1,4 – 4,2 µs               |
| Empfangszeit               |                            |
| Totzeit                    |                            |
| Pulsleistung               | 1 MW                       |
| Durchschnittsleistung      | bis 1,12 kW                |
| angezeigte Entfernung      |                            |
| Entfernungsauflösung       |                            |
| Öffnungswinkel             | 3,8°                       |
| Trefferzahl                |                            |
| Antennenumlaufzeit         | bis 4 s (0 bis 15/min)     |